# Dallia delicatissima
Dallia delicatissima är en fiskart som beskrevs av Smitt, 1881. Dallia delicatissima ingår i släktet Dallia och familjen Umbridae. Inga underarter finns listade i Catalogue of Life.